# Formule 3000/1993
Het Formule 3000 seizoen van 1993 was het 9de FIA Formula 3000 International Championship seizoen, en startte op 3 mei 1993. Er werden 9 races gehouden.

## Kalender
|    | Datum       | Land                | Circuit           | Winnaar         | Pole-Position    | Snelste ronde            |
| -- | ----------- | ------------------- | ----------------- | --------------- | ---------------- | ------------------------ |
| 1. | 3 mei       | Verenigd Koninkrijk | Donington         | Olivier Beretta | Olivier Beretta  | Gil de Ferran            |
| 2. | 9 mei       | Verenigd Koninkrijk | Silverstone       | Gil de Ferran   | Gil de Ferran    | David Coulthard          |
| 3. | 30 mei      | Frankrijk           | Pau               | Pedro Lamy      | Pedro Lamy       | Olivier Panis            |
| 4. | 17 juli     | Italië              | Pergusa           | David Coulthard | Michael Bartels  | David Coulthard          |
| 5. | 24 juli     | Duitsland           | Hockenheim        | Olivier Panis   | Pedro Lamy       | Olivier Panis            |
| 6. | 24 juli     | Duitsland           | Nürburg           | Olivier Panis   | Olivier Panis    | Pedro Lamy               |
| 7. | 29 augustus | België              | Spa-Francorchamps | Olivier Panis   | Olivier Panis    | Pedro Lamy               |
| 8. | 3 oktober   | Frankrijk           | Magny-Cours       | Franck Lagorce  | Emmanuel Collard | Franck Lagorce           |
| 9. | 10 oktober  | Frankrijk           | Nogaro            | Franck Lagorce  | Franck Lagorce   | Jean-Christophe Boullion |

## Eindstand: FIA Formula 3000 Internationaal Kampioenschap voor rijders
De puntenverdeling per race: 9 punten voor de winnaar, 6 voor de tweede, 4 voor de derde, 3 voor de vierde, 2 voor de vijfde en 1 voor de zesde.
| Plaats | Naam                     | Land                | Team                | Chassis | Motor         | Vlag van Verenigd Koninkrijk | Vlag van Verenigd Koninkrijk | Vlag van Frankrijk | Vlag van Italië | Vlag van Duitsland | Vlag van Duitsland | Vlag van België | Vlag van Frankrijk | Vlag van Frankrijk | Totaal |
| ------ | ------------------------ | ------------------- | ------------------- | ------- | ------------- | ---------------------------- | ---------------------------- | ------------------ | --------------- | ------------------ | ------------------ | --------------- | ------------------ | ------------------ | ------ |
| 1      | Olivier Panis            | Frankrijk           | DAMS                | Reynard | Ford Cosworth | 4                            | 1                            | -                  | -               | 9                  | 9                  | 9               | -                  | -                  | 32     |
| 2      | Pedro Lamy               | Portugal            | Crypton Engineering | Reynard | Ford Cosworth | 6                            | -                            | 9                  | -               | 6                  | 3                  | 3               | 4                  | -                  | 31     |
| 3      | David Coulthard          | Verenigd Koninkrijk | Pacific Racing      | Reynard | Ford Cosworth | -                            | 6                            | 6                  | 9               | -                  | -                  | 4               | -                  | -                  | 25     |
| 4      | Gil de Ferran            | Brazilië            | Paul Stewart Racing | Reynard | Ford Cosworth | -                            | 9                            | -                  | -               | -                  | 6                  | 6               | -                  | -                  | 21     |
|        | Franck Lagorce           | Frankrijk           | DAMS                | Reynard | Ford Cosworth | -                            | 3                            | -                  | -               | -                  | -                  | -               | 9                  | 9                  | 21     |
| 6      | Olivier Beretta          | Monaco              | Forti Corse         | Reynard | Ford Cosworth | 9                            | -                            | 3                  | -               | 3                  | 2                  | -               | -                  | 3                  | 20     |
| 7      | Vincenzo Sospiri         | Italië              | Mythos Racing       | Reynard | Judd          | -                            | -                            | 1                  | 6               | 4                  | 1                  | 2               | 2                  | -                  | 16     |
| 8      | Jean-Christophe Boullion | Frankrijk           | Apomatox            | Reynard | Ford Cosworth | -                            | -                            | -                  | -               | -                  | -                  | -               | 6                  | 6                  | 12     |
| 9      | Paul Stewart             | Verenigd Koninkrijk | Paul Stewart Racing | Reynard | Ford Cosworth | 2                            | 2                            | 4                  | -               | -                  | -                  | 1               | 1                  | -                  | 10     |
| 10     | Massimiliano Papis       | Italië              | Vortex              | Reynard | Ford Cosworth | 3                            | -                            | 2                  | -               | -                  | -                  | -               | -                  | 1                  | 6      |
| 11     | Michael Bartels          | Duitsland           | Pacific Racing      | Reynard | Ford Cosworth | -                            | 4                            | -                  | -               | -                  | -                  | -               | -                  | -                  | 4      |
|        | Jérôme Policand          | Frankrijk           | Omegaland           | Reynard | Judd          | -                            | -                            | -                  | 4               | -                  | -                  | -               | -                  | -                  | 4      |
|        | Alessandro Zampedri      | Italië              | Nordic Racing       | Reynard | Ford Cosworth | -                            | -                            | -                  | -               | -                  | 4                  | -               | -                  | -                  | 4      |
|        | Emmanuel Collard         | Frankrijk           | Apomatox            | Reynard | Ford Cosworth | -                            | -                            | -                  | -               | -                  | -                  | -               | -                  | 4                  | 4      |
| 15     | Jan Lammers              | Nederland           | Il Barone Rampante  | Reynard | Ford Cosworth | -                            | -                            | -                  | 3               | -                  | -                  | -               | -                  | -                  | 3      |
|        | Nicolas Leboisettier     | Frankrijk           | Crypton Engineering | Reynard | Ford Cosworth | -                            | -                            | -                  | -               | -                  | -                  | -               | 3                  | -                  | 3      |
| 17     | Enrico Bertaggia         | Italië              | ACE Racing          | Reynard | Ford Cosworth | -                            | -                            | -                  | 2               | -                  | -                  | -               | -                  | -                  | 2      |
|        | Paolo delle Piane        | Italië              | Vortex              | Reynard | Ford Cosworth | -                            | -                            | -                  | -               | 2                  | -                  | -               | -                  | -                  | 2      |
|        | Andrea Gilardi           | Italië              | CoBRa Motorsports   | Reynard | Ford Cosworth | -                            | -                            | -                  | 1               | 1                  | -                  | -               | -                  | -                  | 2      |
|        | Yvan Muller              | Frankrijk           | Omegaland           | Reynard | Judd          | -                            | -                            | -                  | -               | -                  | -                  | -               | -                  | 2                  | 2      |
| 21     | Gianpiero Simoni         | Italië              | Mythos Racing       | Reynard | Judd          | 1                            | -                            | -                  | -               | -                  | -                  | -               | -                  | -                  | 1      |

1985 ·
1986 ·
1987 ·
1988 ·
1989 ·
1990 ·
1991 ·
1992 ·
1993 ·
1994 ·
1995 ·
1996 ·
1997 ·
1998 ·
1999 ·
2000 ·
2001 ·
2002 ·
2003 ·
2004